# 伊日·波科尔尼
伊日·波科尔尼（捷克語：Jiří Pokorný，1956年10月14日—），捷克男子自行车运动员。他曾代表捷克斯洛伐克参加1976年和1980年夏季奥林匹克运动会自行车比赛，其中1980年奥运会获得一枚铜牌。